# Verpiss-dich-Pflanze

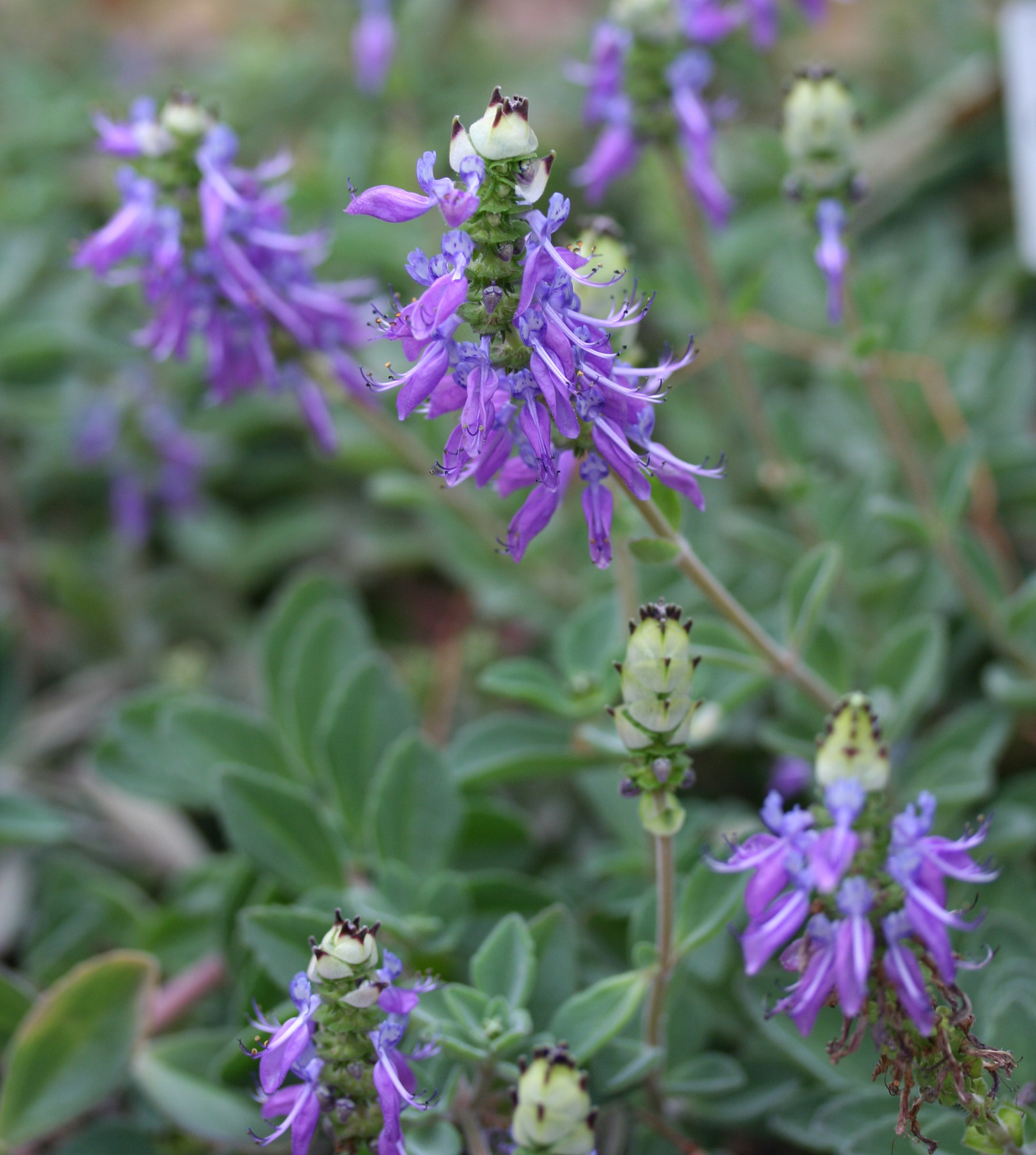
Coleus comosus

Die sogenannte Verpiss-dich-Pflanze ist eine als Sorte bezeichnete Art (Coleus comosus Syn.: Plectranthus ornatus) aus der Gattung der Harfensträucher (Plectranthus) innerhalb der Familie der Lippenblütler. Die Markteinführung geht auf den schwäbischen Gärtner und Züchter Dieter Stegmeier († 2016) aus Essingen zurück, der sie 2001 über die Medien bekannt machte.

## Herkunft und Beschreibung

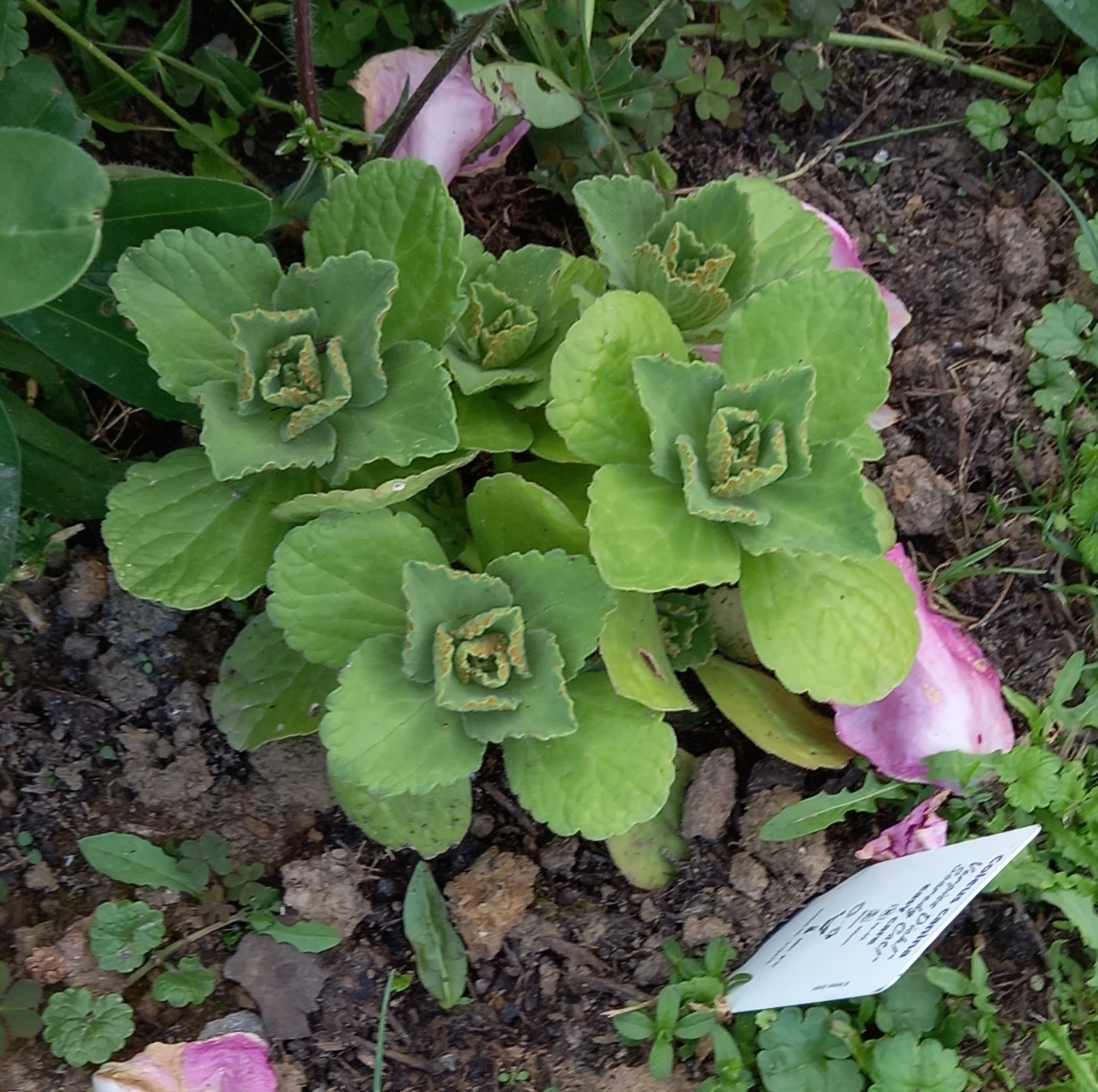
Coleus canina, junge Pflanze

Nach der Beschreibung der Sorte SUMCOL 01 im Prozess um den Sortenschutz handelt es sich um eine in Südafrika verbreitet kultivierte und verwilderte Pflanze, die von südafrikanischen Botanikern als dort wachsend wiedererkannt wurde. Die Pflanze wurde vom Züchter botanisch zunächst Coleus canina „Katzenschreck“ benannt, gehört aber nach der Überprüfung zu einer anderen Art. Diese wurde damals Plectranthus ornatus Codd, Synonym Plectranthus comosus, benannt. Dieser Verwandtschaftskreis weist zahlreiche ähnliche Arten mit unklarer Gattungszuordnung auf und ist nomenklatorisch deshalb problematisch. Durch eine neuere Revision gilt inzwischen als korrekter Name der entsprechenden Art Coleus comosus Hochst. ex Gürke, Plectranthus ornatus Codd ist synonym dazu. Außerdem existiert noch das Homonym Plectranthus comosus Sims, heute ein Synonym von Coleus barbatus (Andrews) Benth. ex G.Don in J.C.Loudon, var. barbatus. Diese wurde aus Nepal beschrieben, kommt aber auch in Nordafrika vor. Die der „Verpiss-Dich“-Pflanze zugrunde liegende Art Coleus comosus kommt indigen in Nord- und Ostafrika vor. Sie ist in Südafrika als Zierpflanze eingeführt worden, eingebürgert und inzwischen als unerwünschte invasive Art mit einem Handelsverbot belegt worden.
Eine als Coleus canina bezeichnete käufliche Pflanze soll eine Höhe von 40 cm erreichen können und von April bis September blühen. Der Standort soll sonnig bis halbschattig sein. Unterhalb einer Temperatur von 8 °C gedeiht die Pflanze nicht.

## Wirkung
Aufgrund des Geruchs wird die Pflanze von Garten- und Hausbesitzern benutzt, um Hunde, Katzen, Kaninchen und andere Säugetiere abzuschrecken.
Der Züchter behauptet, dass sich die Wirkung mitunter bereits in fünf Metern Entfernung einstellt. Diese Wirkung ist allerdings nicht wissenschaftlich erwiesen. Das Ergebnis der Wirkungslosigkeit eines Experiments durch Günther Jauch bei stern TV ist umstritten.

## Marke und Vermarktung
Vermarktet wird die Pflanze von Baumärkten und Gärtnereien als Mittel gegen unerwünschte Katzen, Hunde und Kaninchen in Beeten, Grünanlagen und Gärten. Die Pflanzen sind im englischen Sprachraum als Scar(e)dy Cat Plant, Piss-off plant oder ähnlich bekannt. Der Name „Verpiss-Dich“ für lebende Pflanzen und natürliche Blumen ist in Deutschland und anderen Ländern als eingetragene Marke zugunsten der Volmary GmbH, Münster, registriert; ebenso die Namen Scardy Cat!, Scardy Cat, Dog’s Gone! und Dog’s Gone in den jeweiligen Ländern (Vereinigtes Königreich bzw. USA). Vermarktet werden die Pflanzen in Deutschland auch unter den für denselben Inhaber als Wortmarken eingetragenen Bezeichnungen „Hundeschreck“ und „Katzenschreck“.

## Abgelehnter Sortenschutzantrag
Die vom Gemeinschaftlichen Sortenamt (CPVO) festgesetzte und am 15. Oktober 2001 veröffentlichte Sortenbezeichnung, unter der die Sorte vom Rechtsnachfolger des Züchters im Jahre 2001 zum Gemeinschaftlichen Sortenschutz angemeldet worden war, lautet SUMCOL 01. Der Gemeinschaftliche Sortenschutz wurde jedoch nicht erteilt, weil das CPVO die Sorte als nicht unterscheidbar von in einem Privatgarten in Südafrika vorhandenen Pflanzen ansah, bei denen es sich um solche der Art Plectranthus ornatus Codd gehandelt haben soll. Die vom Anmelder der Sorte gegen die Zurückweisung der Sortenschutzanmeldung erhobene Beschwerde blieb ohne Erfolg. Ebenso erfolglos waren das sich anschließende Klageverfahren und das nachfolgende Rechtsmittelverfahren vor dem Gerichtshof der Europäischen Union. In den USA ist die Sorte Sumcol 01 jedoch durch das Pflanzenpatent Nr. PP 13,843 geschützt.